# Jens Albinus
Jens Albinus (Bogense, 3 de gener de 1965) és un actor danès.

## Biografia
Nascut a Bogense el 1965, Albinus estudia actuació al Aarhus Teater a Aarhus, on es diploma el 1989. Treballa al mateix teatre fins al 1994.
La seva carrera cinematogràfica comença el 1996 i el 1998 obté el seu primer paper important en la pel·lícula Idiota de Lars von Trier, director amb qui col·laborarà encara en Dancer in the Dark (2000), El gran cap (2006) i Lars: The Early Years del 2007 (aquesta darrera escrita, però no dirigida per von Trier).
La seva companya actual és l'actriu danesa Marina Bouras, amb la qual hi ha hagut una filla el setembre de 2007.

## Filmografia
- Borgen 3a temporada – Jon Berthelsen
- Bryggeren (sèrie de televisió, 1996) – en què fa de Hans Christian Andersen
- Portland (1996) – Carsten
- Anton (1996) – professor
- Idioterne (Els idiotes) (1998) – Stoffer
- Din for altid (1999) – Jeppe
- Bænken (2000) – Kim
- Dancer in the Dark (2000) – Morty
- Zacharias Carl Borg (2000) – Zacharias Carl Borg
- Far from China (2001) – John
- Gottlieb (2001) – Martin Gottlieb
- At kende sandheden (2002) – Richard Malmros 27-45 anys
- Forbrydelser (2004) (Crimes) - Carsten
- Ørnen (sèrie de televisió, 2004) – som Hallgrim Ørn Hallgrimsson
- The Boss of It All (Direktøren for det hele) (2006)
- Daisy Diamond (2007)
- Erik Nietzsche (2007)
- Tot anirà bé (2010)
- Stille Hjerte (2014)